# Hirakud
Hirakud là một thị xã và là nơi đặt ủy ban khu vực quy hoạch (notified area committee) của quận Sambalpur thuộc bang Orissa, Ấn Độ.

## Địa lý
Hirakud có vị trí 21°31′B 83°52′Đ / 21,52°B 83,87°Đ Nó có độ cao trung bình là 160 mét (524 feet).

## Nhân khẩu
Theo điều tra dân số năm 2001 của Ấn Độ, Hirakud có dân số 26.397 người. Phái nam chiếm 52% tổng số dân và phái nữ chiếm 48%. Hirakud có tỷ lệ 70% biết đọc biết viết, cao hơn tỷ lệ trung bình toàn quốc là 59,5%: tỷ lệ cho phái nam là 78%, và tỷ lệ cho phái nữ là 60%. Tại Hirakud, 12% dân số nhỏ hơn 6 tuổi.